# 天然拱门 (卡普里岛)

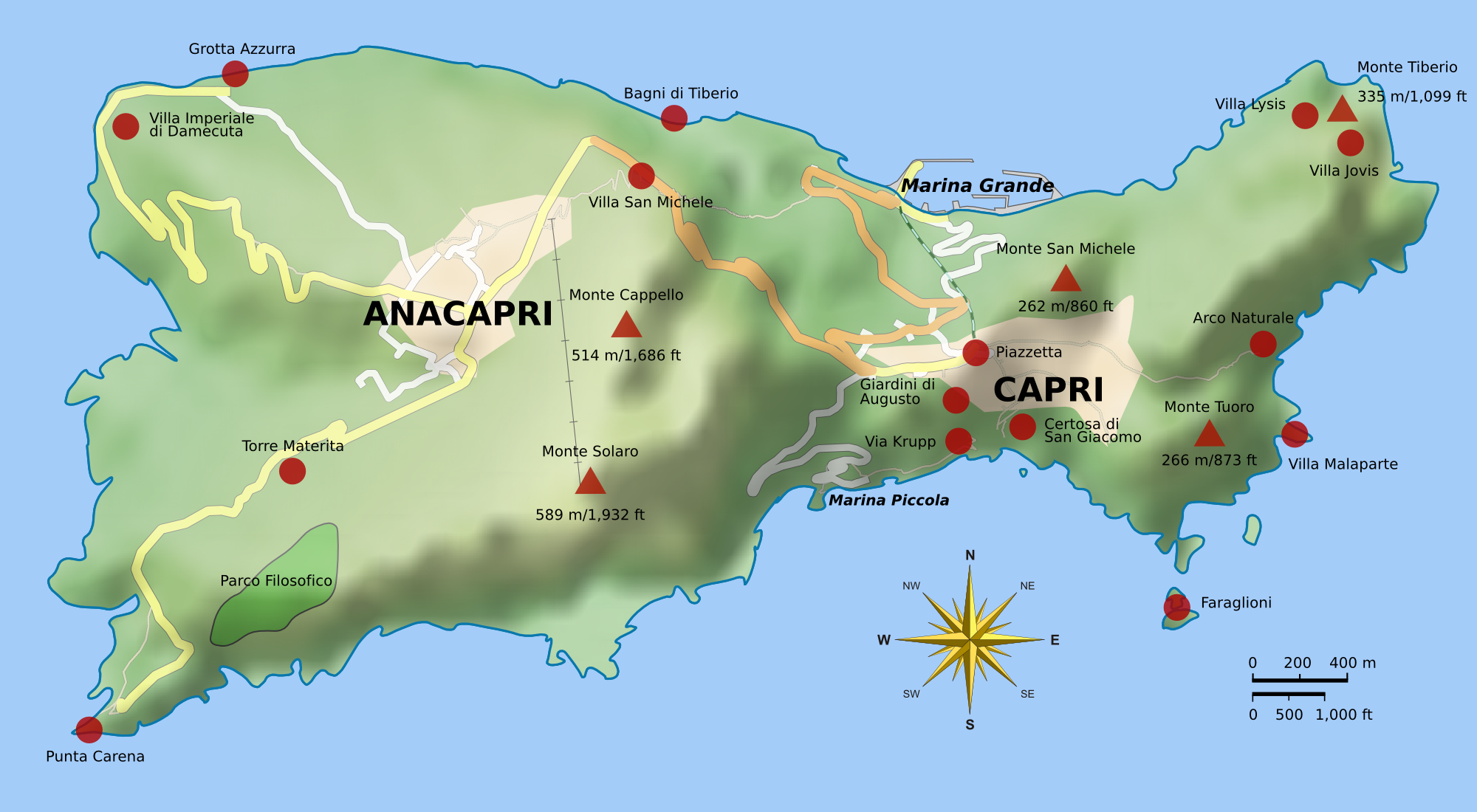
位置

天然拱门（Arco Naturale）位于意大利卡普里岛东岸，这是一个石灰石洞穴倒塌的遗迹。拱门跨度12米，高18米。

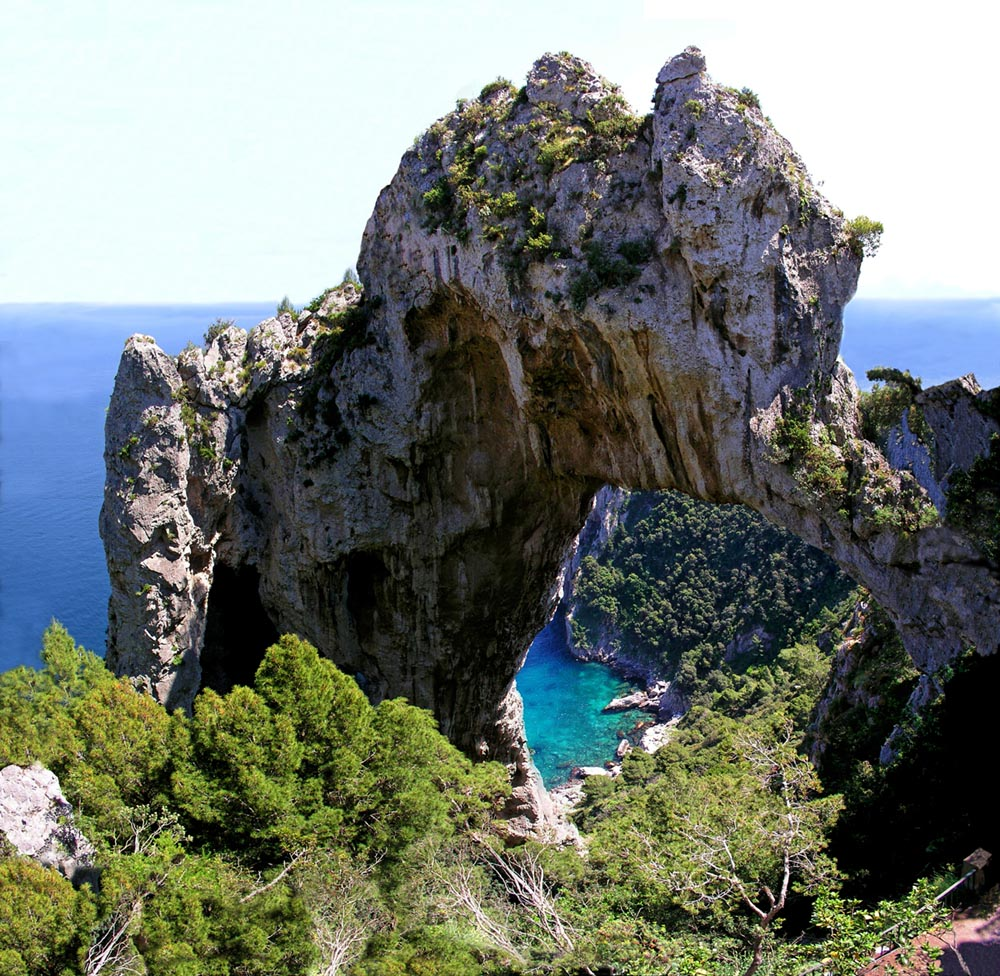
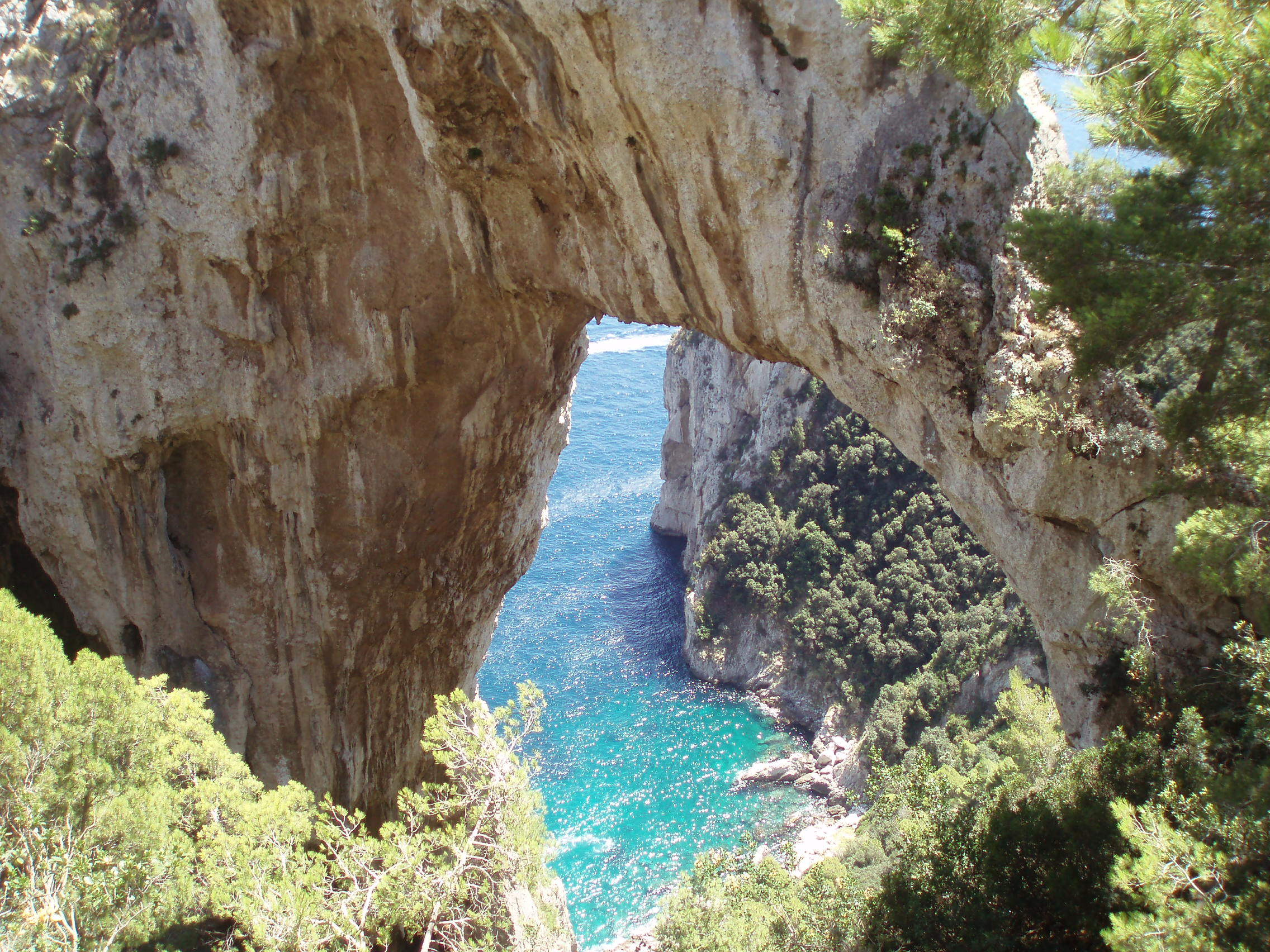
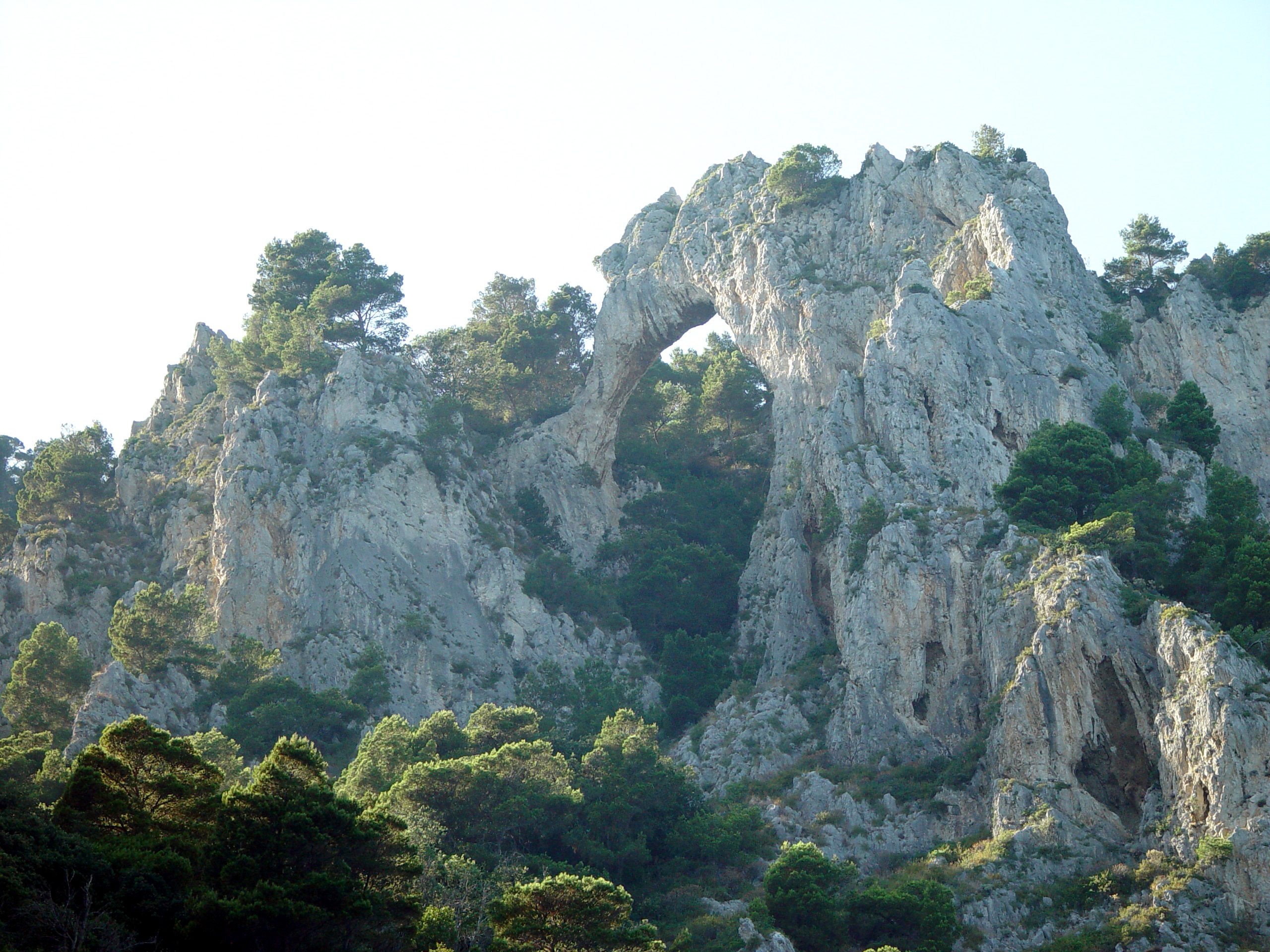
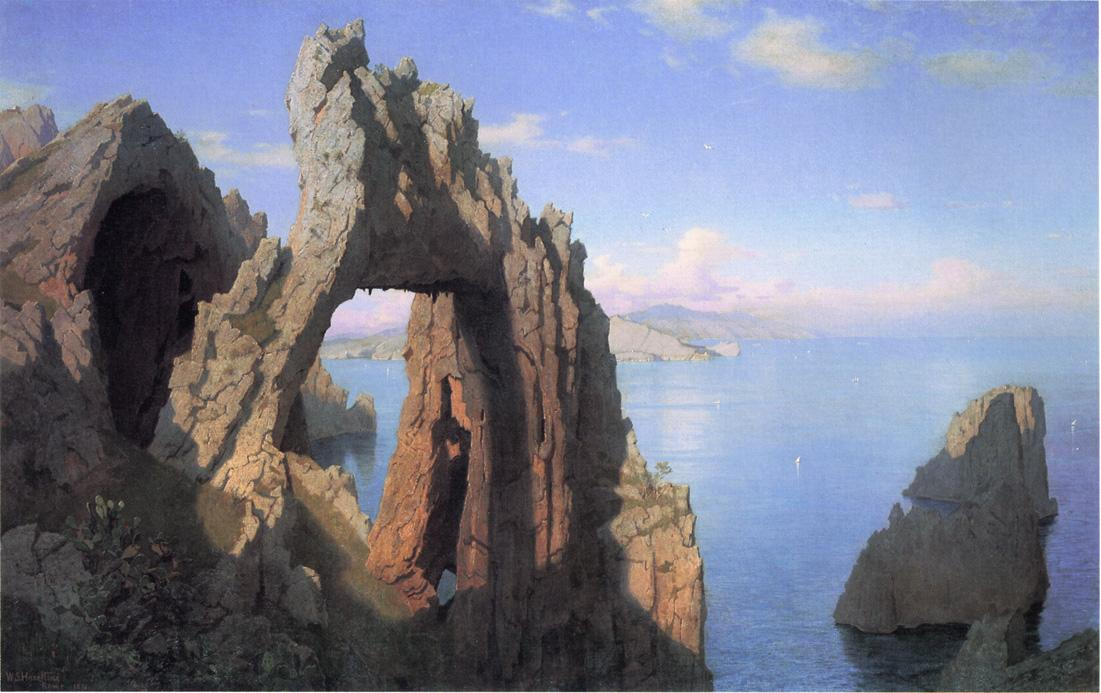